# Lenka Jurošková
Lenka Jurošková (ur. 13 grudnia 1989) – czeska aktorka.

## Filmografia
- 2007 - Ogólniak (Gympl) – jako Klara Krumbachova
- 2010 - Blood Age – jako Eliska